# Alestes dentex
Alestes dentex es una especie de peces de la familia Alestidae en el orden de los Characiformes.

## Morfología
Los machos pueden llegar alcanzar los 55 cm de longitud total y 600 g de peso.
- Número de  vértebras: 45-48.[3]

## Subespecies
- Alestes dentex dentex (río Nilo)
- Alestes dentex sethente (África Occidental)

## Alimentación
Es omnívoro: come semillas, zooplancton, insectos.

## Hábitat
Es un pez de agua dulce y de clima tropical (24 °C-27 °C).

## Distribución geográfica
Se encuentran en África.